# Regiment Konny im. Królewicza

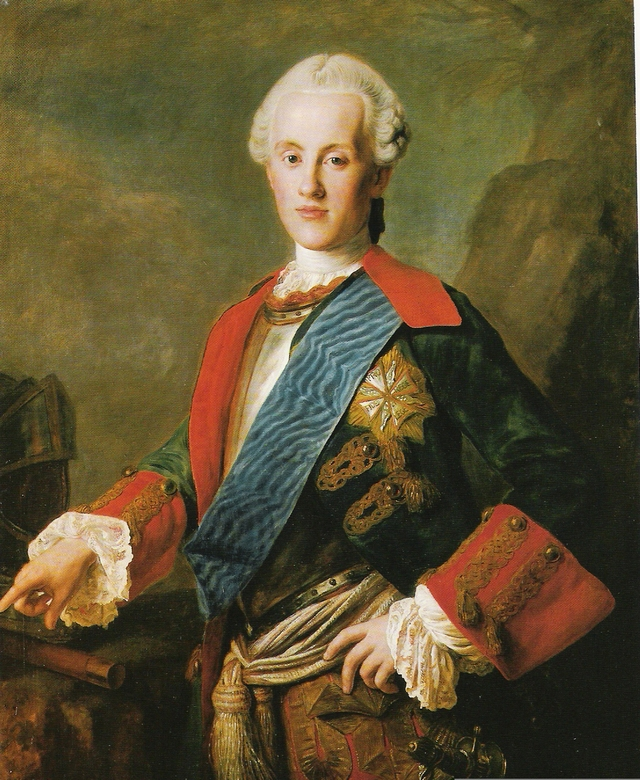
Karol Krystian - patron regimentu za panowania Augusta III

Regiment Konny im. Królewicza Imci Fryderyka – oddział jazdy armii koronnej wojska I Rzeczypospolitej.
Utworzony w 1717 w sile 500 porcji.  W 1770 roku liczył 12 oficerów, 8 podoficerów, 3 felczerów, 2 doboszy i 29 gemajnów.
Od 1733 do 1763 Regiment Konny im. Królewicza, a w 1776 został spieszony (przeformowany w 3 Regiment Pieszy Koronny).

## Stanowiska
Regiment stacjonował w następujących miejscowościach:
- województwo pomorskie (1717)
- Poznań (1763)
- Łowicz (1775)

## Żołnierze regimentu
Szefowie regimentu:
- gen. mjr Fryderyk Franciszek Skórzewski (podczaszy litewski 1726)
- Franciszek Skórzewski (23 września 1759)[4]
- gen. mjr Antoni Michał Czapski (10 grudnia 1773)

Pułkownicy:
- Antoni Czapski (23 września 1759 do 10 grudnia 1773)
- Karol Manstein (1776)